# Jankovics Marcell (hegymászó)
Jankovics Marcell (eredetileg Jankovich) (Gárdospuszta, 1874. november 3. – Budapest, 1949. november 12.) író, politikus, ügyvéd, éremgyűjtő alpinista. A 20. század eleji magyar hegymászás egyik vezető egyénisége. Unokája Jankovics Marcell filmrendező.

## Élete
Édesapja, id. Jankovich Marcell fiatalon meghalt; édesanyja, Meszlényi Eugénia, majd nagyapja, Meszlényi Jenő nevelte. Nagykanizsán járt elemi iskolába, Pozsonyban római katolikus gimnáziumba, közben ugyanis gyenge tüdeje miatt elköltöztek, hogy a koronázóváros közeli hegyek gyógyító levegőjét szívhassa. Már fiatal diákkorában 3-4 ezres hegyeket mászott meg az Alpokban. 1897-ben jogi doktorátust szerzett a Budapesti Tudományegyetem Jog- és Államtudományi Karán, majd 1900-ban ügyvédi vizsgát tett. 
1892–93-ban Kossuth Lajosnál, anyaági rokonánál élt Torinóban. (Nagyapja Kossuth sógora volt.) Ezután Pozsonyba költözött, ügyvédi irodát nyitott. Felesége, Jamniczky Agál a szlovák–lengyel származású Jamnicky család tagja volt.
1905-től országgyűlési képviselő a füleki kerületben két cikluson át. Kossuth Ferenc egyik tanácsadója. 1914–1920 között a Magyar Turista Szövetség társelnöke; 1918–1927 között a Magyar Hegymászók Egyesülete elnöke volt.
1919 februárjában tiltakozó jegyzéket szerkesztettek Pozsony már érezhető elcsatolása ellen, amelyet ő fordított le több világnyelvre. 1925–1938 között a pozsonyi Toldy Kör, a Szlovenszkói Magyar Közművelődési Egyesület és a Szlovenszkói Magyar Kultúrtanács elnöke. Az első bécsi döntés után Budapesten telepedett le. 1940-től a Petőfi Társaság rendes tagja volt.
Beszélt és írt magyar, szlovák, német, francia, olasz, angol nyelven, és latinul is tudott.

## Művei
- Búzavirágok, versek (1894)
- Versek; Eder I. Ny., Pozsony, 1899
- Úttalan utakon (1903)
- Sasfészkek. Bolyongások a legmagasabb hegyeken; Magyar Turista-Egyesület, Bp., 1906
- Az Alpesek (1911)
- Kis barátom könyve, elbeszélések (1913)
- Két kis leány könyve, emlékezések (1918)
- Álmatlan éjszakák. Egy festő feljegyzéseiből; Wigand Ny., Pozsony, 1921
- Az udvari bolond. Kis történetek; szerzői, Bratislava-Pozsony, 1926 Emléktáblája egykori lakóhelyén, Budapesten, a Vérmező melletti Pauler utca 19. számú házon

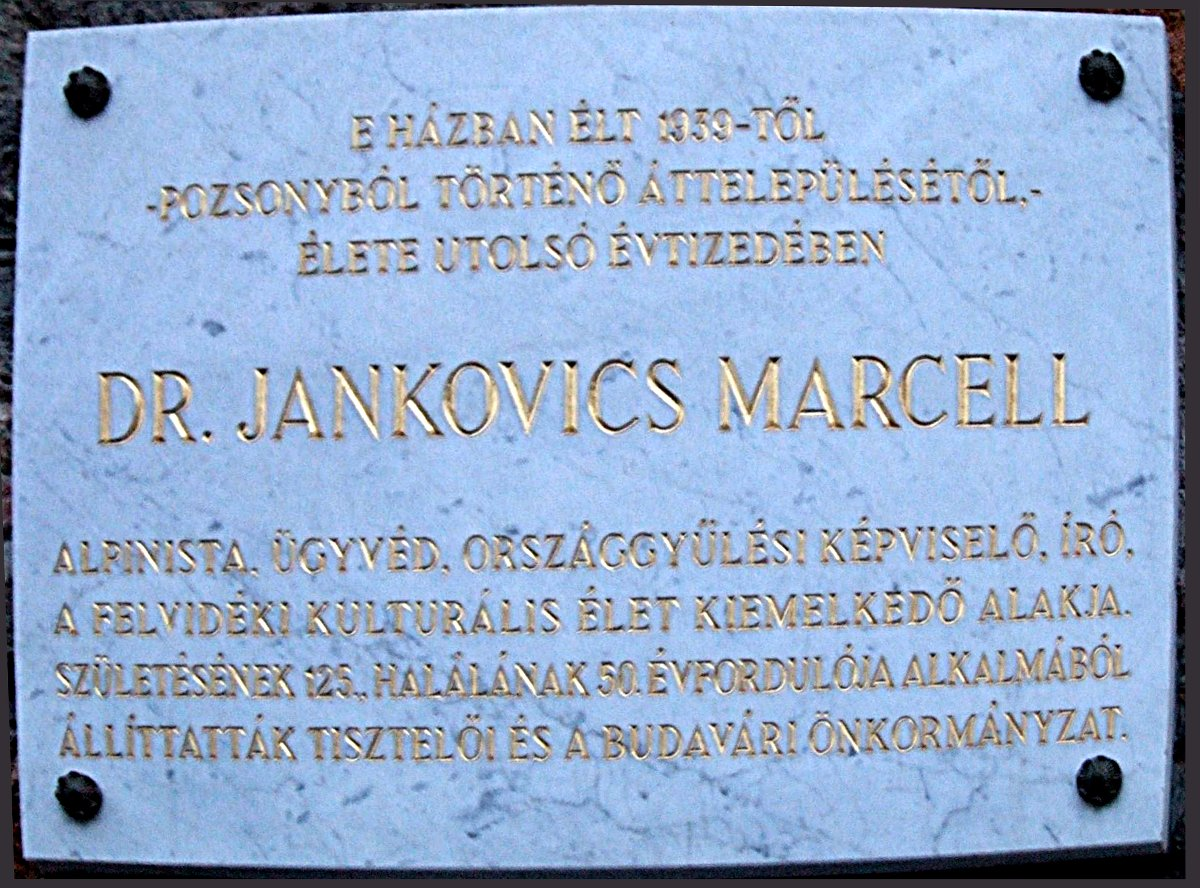
Emléktáblája egykori lakóhelyén, Budapesten, a Vérmező melletti Pauler utca 19. számú házon

- Magyar porszemek, elbeszélések (1928)
- Észak szigetei. Skócia, Orkney, Faröer, Island, Spitzbergen, Lofoten, Norvégia; Concordia, Bratislava-Pozsony, 1930
- Hulló levelek, versek (1930)
- Hangok a távolból (1935)
- Kikötők, elbeszélések (1937)
- Egy század legendái, regény (1939; 2003) 1945 után betiltották.
- Húsz esztendő Pozsonyban (1939; 2000) 1945 után betiltották.
- Félszáz névtelen magyar. Pillanatképek; Egyetemi Ny., Bp., 1940
- Ölvedi László emlékezete (1941)
- Lelkek találkozása (1942)
- Évek tavasz nélkül, elbeszélések (1943)
- Gróf Klebelsberg Kunó. Jankovics Marcell emlékbeszéde a Klebelsberg emlékbizottság ülésén 1943. okt. 13-án; Magyar Kulturális Egyesületek Országos Szövetsége, Bp., 1943
- Világító ablakok; Új Idők Irodalmi Intézet (Singer és Wolfner), Bp., 1944 (Magyar regények)

Rövidebb írásai Csalmay álnéven is megjelentek.
Műveit 60 éven keresztül nem adták ki.

## Emlékezete
- 2000. szeptember 1-jén volt lakóhelyén, Budapesten, a Vérmező melletti Pauler utca 19. számú házon emléktáblát kapott.